# عبد الوهاب صديقي
محمد عبد الوهاب صديقي (1942-1994) كان عالماً دينياً باكستانياً سنياً ومعلماً صوفياً.

## النشأة
ولد عام 1942 وهو الابن الثالث لمحمد عمر يشارفي، أحد علماء الصوفية الباكستانيين البارزين في ذلك الوقت، وعلى الرغم من كونه الابن الثالث فقد تم تعيين عبد الوهاب رئيس فرع الطريقة النقشبندية الصوفية من قبل والده.
وقد أسس أو شارك في تأسيس عدد من المؤسسات الإسلامية المهمة في المملكة المتحدة وأنشأ الطريقة الحجازية الصوفية.

## مؤسس الفرع الحجازي للطريقة النقشبندية
عبد الوهاب هو مؤسس الطريقة الحجازية النقشبندية، وقبل وفاته نقل منصبه كرئيس للأمر لابنه الأكبر. فضيلة الشيخ فايز الاكتاب صديقي 
قام عبد الوهاب صديقي بتدريب أبنائه الأربعة في العلوم الإسلامية التقليدية وتعلموا جميعًا فيما بعد كمحترفين وهم:
- الشيخ فايز الأقطاب صديقي محامي.
- الشيخ نور الأقطاب صديقي محامي.
- الشيخ زين الأقطاب صديقي محامي.
- الشيخ قمر الاقطاب صديقي جراح.

ابنته متزوجة من الرئيس التنفيذي الحالي لكلية الحجاز الشيخ توقير اسحق وهو مهندس مدني مؤهل. 

## روابط خارجية
- الطريقة الحجازية النقشبندية
- كلية الحجاز
- منظمة المسلمين العالمية
- خطاب صديقي باللغة الأردية عن أهل البيت في Video.aol.com